# Costa Nhamoinesu
Costa Nhamoinesu (* 6. Januar 1986 in Harare) ist ein ehemaliger simbabwischer Fußballspieler.

## Frühes Leben
Nhamoinesu wurde in Harare geboren und wuchs bei seinen Eltern in der Stadt sowie seinen Großeltern auf dem Land auf. Während seiner Schulzeit fing er bei einem Fußballverein an, der für seine Ausbildung und Unterkunft bezahlte.

## Verein
Bei seiner Zeit in der heimischen Premier Soccer League als Spieler für Masvingo United wurde Costa von einem Talentscout entdeckt und leihweise an die polnische Amateurmannschaft KS Wisła Ustroniaka vermittelt. Im Juli 2008 wurde er dann weiter an Zweitligist Zagłębie Lubin ausgeliehen und zwei Jahre später von Zagłębie gekauft. Während seiner Erstligazeit in Lubin war er einer der besten Linksverteidiger in der Ekstraklasa. 2013 wechselte Costa zu Sparta Prag. Er hatte auch Angebote aus Russland, Deutschland und der Türkei erhalten. Dort gewann er in den folgenden Jahren die tschechische Meisterschaft, den Superpokal sowie den zweimal den Pokal, ehe er im Sommer 2020 zu den Kerala Blasters nach Indien ging. Nach einer Spielzeit kehrte er dann wieder nach Polen zurück und schloss sich dem Zweitligisten Podbeskidzie Bielsko-Biała an. Hier kam er jedoch nur zu einem Hinrundeneinsatz und sein Vertrag wurde in der Winterpause 2021/22 wieder aufgelöst. Kurze Zeit später beendete Nhamoinesu dann seine aktive Karriere ganz.

## Nationalmannschaft
Nhamoinesu spielte von 2007 bis 2017 in der simbabwischen A-Nationalmannschaft, absolvierte in dieser Zeit elf Partien und erzielte dabei einen Treffer.

## Erfolge
- Simbabwischer Unabhängigkeitspokal: 2006, 2007
- Tschechischer Meister: 2014
- Tschechischer Pokalsieger: 2014, 2020
- Tschechischer Superpokalsieger: 2014

## Sonstiges
Seit dem 9. Mai 2022 ist Nhamoinesu als Scout für seinen ehemaligen Verein Sparta Prag aktiv.